# Giuseppe De Nardo
Giuseppe De Nardo (Napoli, 3 marzo 1958) è un fumettista italiano.

## Biografia
Nasce a Napoli dove si diploma in studi classici, conseguendo poi una laurea in Architettura. 
Le prime esperienze in campo fumettistico sono relative alla fanzine Trumoon, dalla quale sono usciti i maggiori fumettisti della scuola salernitano-partenopea. Nel 1992 esce la sua prima pubblicazione, una storia breve per la rivista Intrepido. 
La collaborazione con questa testata prosegue fino al 1995 con la serie Billiteri (su disegni di Bruno Brindisi, poi passati a Luca Vannini e altri) e con il mensile Billiband (su disegni di Luca Vannini e Daniele Bigliardo). Nel 1995 De Nardo inizia la collaborazione con la Sergio Bonelli Editore in qualità di sceneggiatore, scrivendo alcuni albi per Dylan Dog. Passa poi alla serie Julia, della stessa casa editrice, per la quale scrive diverse sceneggiature, per poi venire inserito in pianta stabile nello staff di Dylan Dog e della collana Le storie.

## Pubblicazioni

### Dylan Dog
Soggetto e sceneggiatura di tutti gli albi di Giuseppe De Nardo
- La città perduta, disegni di Daniele Bigliardo, albo n. 137, febbraio 1998
- Abissi di follia, disegni di Montanari&Grassani, albo n. 148, gennaio 1999
- Amori perduti, disegni di Bruno Brindisi, albo n. 187, marzo 2002
- Uno strano cliente, disegni di Ugolino Cossu, albo n. 195, novembre 2002
- I quattro elementi, disegni di Fabio Celoni, albo n. 197, gennaio 2003
- Daisy & Queen, disegni di Nicola Mari, albo n. 201, maggio 2003
- Il Tempio della Seconda Vita, disegni di Corrado Roi, albo n. 207, novembre 2003
- Il grimorio maledetto, disegni di Daniele Bigliardo, albo n. 216, agosto 2004
- 24 ore per non morire, disegni di Daniele Bigliardo, albo n. 226, giugno 2005
- Il gran bastardo, disegni di Daniele Bigliardo, albo n. 239, luglio 2006
- Poltergeist!, disegni di Daniele Bigliardo, albo n. 252, agosto 2007
- L'incendiario, disegni di Bruno Brindisi, albo n. 262, giugno 2008
- I professionisti, disegni di Giovanni Freghieri, albo n. 269, gennaio 2009
- Programma di rieducazione, disegni di Piero Dall'Agnol, albo n. 286, giugno 2010
- La via degli enigmi, disegni di Daniele Bigliardo, albo n. 289, settembre 2010
- L'erede oscuro, disegni di Daniele Bigliardo, albo n. 290, ottobre 2010
- La Dea Madre, disegni di Marco Nizzoli, albo n. 308, aprile 2012
- L'occhio di Balor, disegni di Giampiero Casertano, albo n. 323, luglio 2013
- Destinato alla terra, disegni di Luca Dell'Uomo, albo n. 332, aprile 2014
- Brucia strega... brucia, disegni di Gabriele Ornigotti, albo n. 336, agosto 2014
- La piramide capovolta, disegni di Corrado Roi, albo Speciale Dylan Dog n. 25, 2011
- Sperduti nel nulla, disegni di Luigi Piccatto, Almanacco della Paura 1999, 1999
- Cavie umane, disegni di Montanari&Grassani, albo Maxi Dylan Dog n. 3, 2000
- Il processo, disegni di Luigi Piccatto, albo Maxi Dylan Dog n. 18, 2013
- In fuga, disegni di Riccardo Torti, albo Maxi Dylan Dog Old Boy n. 26, 2016
- Sotto la montagna, disegni di Piero Dall'Agnol e Luigi Siniscalchi, albo Maxi Dylan Dog Old Boy n. 35, 2019
- Il giornale dei misteri, disegni di Luigi Siniscalchi e Sergio Algozzino, albo Dylan Dog: OldBoy n. 43, 2021
- Più forte della carne, disegni di Giampiero Casertano, albo Dylan Dog Gigante n. 22, 2013
- Selezione innaturale, disegni e colori di Toni Bruno, albo Dylan Dog Color Fest n. 31, 2019

### Julia - Le avventure di una criminologa
- La lunga notte di Sheila, soggetto di Giancarlo Berardi, sceneggiatura di Giuseppe De Nardo, disegni di Luigi Siniscalchi, albo n. 7, aprile 1999
- Una dolce bambina triste, soggetto di Giancarlo Berardi, sceneggiatura di Giuseppe De Nardo, disegni di Federico Antinori, albo n. 12, settembre 1999
- Tornando a casa, soggetto di Giancarlo Berardi, sceneggiatura di Giancarlo Berardi, Giuseppe De Nardo e Maurizio Mantero, disegni di Luca Vannini e Laura Zuccheri, albo n. 18, marzo 2000
- Scoop, soggetto di Giancarlo Berardi, sceneggiatura di Giancarlo Berardi, Giuseppe De Nardo e Maurizio Mantero, disegni di Giancarlo Caracuzzo, albo n. 21, giugno 2000
- Ore sospese, soggetto di Giancarlo Berardi, sceneggiatura di Giancarlo Berardi, Giuseppe De Nardo e Maurizio Mantero, disegni di Luigi Siniscalchi, albo n. 23, agosto 2000
- Io l'ho visto, soggetto di Giancarlo Berardi, sceneggiatura di Giancarlo Berardi, Giuseppe De Nardo e Maurizio Mantero, disegni di Federico Antinori, albo n. 27, dicembre 2000
- L'uomo ombra, soggetto di Giancarlo Berardi, sceneggiatura di Giancarlo Berardi e Giuseppe De Nardo, disegni di Claudio Piccoli, albo n. 32, maggio 2001
- Il delitto è in onda, soggetto di Giancarlo Berardi, sceneggiatura di Giuseppe De Nardo con la collaborazione di Giancarlo Berardi, disegni di Giancarlo Caracuzzo, albo n. 38, novembre 2001
- L'ultimo rendez-vous, soggetto di Giancarlo Berardi, sceneggiatura di Giuseppe De Nardo, disegni di Mario Jannì, albo n. 43, aprile 2002
- Sangue nella stanza n.3, soggetto di Giancarlo Berardi, sceneggiatura di Giancarlo Berardi e Giuseppe De Nardo, disegni di Valerio Piccioni e Steve Boraley, albo n. 47, agosto 2002
- Patto scellerato, soggetto di Giancarlo Berardi, sceneggiatura di Giancarlo Berardi, Giuseppe De Nardo e Lorenzo Calza, disegni di Mario Jannì, albo n. 58, luglio 2003
- La morte in linea, soggetto di Giancarlo Berardi, sceneggiatura di Giancarlo Berardi, Giuseppe De Nardo e Lorenzo Calza, disegni di Mario Jannì, albo n. 66, marzo 2004
- Ippocrate a giudizio, soggetto di Giancarlo Berardi, sceneggiatura di Giancarlo Berardi, Giuseppe De Nardo e Lorenzo Calza, disegni di Mario Jannì, albo n. 75, dicembre 2004
- Uomoni sull'abisso, soggetto di Giancarlo Berardi, sceneggiatura di Giancarlo Berardi, Lorenzo Calza, Giuseppe De Nardo, disegni di Mario Jannì, albo n. 84, settembre 2005

### Le storie
Soggetto e sceneggiatura di tutti gli albi di Giuseppe De Nardo
- La rivolta dei Sepoy, disegni di Bruno Brindisi, albo n. 3, dicembre 2012
- Atto d'accusa, disegni di Giuliano Piccininno, albo n. 41, febbraio 2016
- Il dono di Atena, disegni di Andrea Riccadonna, albo n. 64, gennaio 2018
- Uccidete Caravaggio!, disegni di Giampiero Casertano e colori di Arianna Florean, albo Speciale le storie n. 1, 2014
- Leonardo: l'ombra della congiura, disegni e colori di Antonio Lucchi, albo Speciale le storie n. 7, 2020